# Йохан фон Финстинген-Шваненхалс
Йохан фон Финстинген-Шваненхалс (на немски: Johann von Vinstingen-Schwanenhals; * пр. 1422; † сл. 6 октомври 1467) от фамилията на господарите на Малберг в Айфел е господар на Финстинген (на френски: Fénétrange) и Шваненхалс, маршал на Лотарингия-Бар.
Той е син на Хайнрих III фон Финстинген († 1429) и съпругата му де Розиерес. Внук е на Якоб I фон Финстинген-Шваненхалс († 1388) и Маргарета фон Финстинген-Бракенкопф († сл. 1382), дъщеря на Улрих фон Финстинген († 1387/1389), фогт в Елзас, господар на Фалкенберг, и Мари д' Аспремонт († 1380).

## Фамилия
Йохан фон Финстинген-Шваненхалс се жени на 22 март 1422 г. за Беатрикс фон Огевилер († 30 април 1481 или 1489), дъщеря на Хенри д' Огевилер-де Домреми († пр. 1429) и Жана де Жоанвил († 1431). Те имат две дъщери:
- Барбара фон Финстинген-Шваненхалс († 26 юли 1492/21 март 1494), омъжена септември 1463 г. за граф Николаус фон Мьорс-Сарверден (* пр. 1463; † сл. 25 април 1495)
- Магдалена фон Финстинген († 22 септември 1493), омъжена на 15 септември 1468 г. за Фердинанд де Ньофшател (* 1452; † март 1522)